# Семема
Семема — семантична одиниця мови, співвідносна до морфеми.
Елементи семантичної структури слова:
- Семема (лексико-семантичний варіант) — це варіанти в плані змісту, які є різними значеннями багатозначного слова.
- Сема — це формальний варіант, тобто варіант у плані вираження. Наприклад: співати і співать.

Семантичні процеси: Зміна значень слів відбувається в трьох напрямках:
- звуження;
- розширення;
- зміщення.

При звуженні обсягу значення назва стає конкретнішою. Слово «печиво» колись означало «усе спечене з борошна», тепер — «кондитерські вироби з борошна». При розширенні обсягу значення кількість охоплюваних словом предметів і явищ зростає. Наприклад, колись слово «основа» означало «подовжені нитки в тканині» (від «снувати»), тепер, крім цього, — «те, на чому що-небудь тримається». Унаслідок семантичного зміщення те саме слово починає позначати інші речі. Наприклад, колись слово «берег» означало «гора», тепер — «край землі, що межує з річкою, озером, морем». Звуження, розширення та зміщення значення відбуваються внаслідок перенесення назв з одних предметів на інші.